# هيلموت مولر (سياسي)
هيلموت مولر (بالألمانية: Helmut Müller)‏ هو سياسي ألماني، ولد في 31 مايو 1952 في هايدلبرغ في ألمانيا. نشط حزبياً في الاتحاد الديمقراطي المسيحي. وقد انتخب عمدة.